# Marga Sugihan
Marga Sugihan is een bestuurslaag in het regentschap Banyuasin van de provincie Zuid-Sumatra, Indonesië. Marga Sugihan telt 1272 inwoners (volkstelling 2010).